# JNNイブニング
JNNイブニング（ジェイエヌエヌ -）は、東京放送（現・TBSテレビ）のCS放送局であるTBSニュースバードにて、平日に生放送されていたニュース番組。

## 概要
- 2002年4月から2009年3月31日まで放送。また同時期の平日朝には兄弟番組ともいえる「JNNモーニング」も放送していた（2005年3月放送終了）。
- キャスターテロップは番組独自のものを表示していたが、2008年3月31日よりニュースバードと同様のものに変更された。
- 過去にはBS-i（現在のBS-TBS）やC-TBSウェルカムチャンネルでもサイマル放送されていた時期があり、BS-iでは「JNNモーニング」同様に慣例として、「JNNイブニング i-NEWS」の独自タイトルで放送され、ニュースバードから送出される「JNNイブニング」に、i-NEWSをBS-i独自で下部に表示。そしてBS-iではスタジオ部分を画像アスペクト比・16:9で放送していた。
- なお、JNN系列局で平日夕方に放送されていた「JNNイブニング・ニュース」（2009年3月27日終了）とは別番組であるものの、同番組で放送されるニュースは「イブニング・ファイブ」及び、「JNNイブニング・ニュース」で放送されたものを再構成した内容で放送されていた。
- 再放送（リピート放送）は行われていなかったが、2008年3月31日より1年間は再放送を実施していた。
- 20時（リピート放送では21時）から放送されていた「BUSINESS NAVI」では、「JNNニュースバード」時代のBGMとロゴが最終回まで使用されていた。

## 担当キャスター

### キャスター（2009年3月の最終メンバー）
- 月曜　升田尚宏・枡田絵理奈
- 火曜　升田尚宏・秋沢淳子
- 水曜　外山惠理・山本匠晃
- 木曜　秋沢淳子・井上貴博
- 金曜　向井政生・外山惠理

### 気象予報士
- 月曜・火曜・水曜　真壁京子
- 木曜・金曜　三ヶ尻知子

同番組のキャスターは各曜日替わりシフト制で、全曜日でTBSアナウンサーが務めるため、原則としてTBSニュースバード所属の女性キャスターは担当せず、代行で担当するキャスターもTBSアナウンサーが務めていた。
しかし、2008年2月1日は代行となる同局の女性アナウンサーが見つからず、当時TBSニュースバードに所属していた曽根純恵キャスターが出演した。また、2009年3月13日のストライキ時は、管理職の鈴木順が単独で代行した。ちなみに鈴木順は通常時も代役を務めることがあった。
歴代キャスターのうち、向井政生・伊藤隆太両アナウンサーは「イブニング・ファイブ」でもニュースナレーターを務めていた。以上のように夕方の地上波ニュースでナレーターを務めたTBSアナウンサーが、「JNNイブニング」でキャスターを務めるケースが多かった。

## 過去の担当キャスター

### キャスター
この項目は東京放送（現:東京放送ホールディングス）および株式会社TBSテレビ発行の『アナウンサー名鑑』（2002-2007）に掲載されたデータに基づき、一部加筆修正したもの（退社･他部署への異動者を含む）。
男性アナウンサー
近藤美矩、伊藤隆太、杉山真也
女性アナウンサー
小笠原保子、小島慶子、竹内香苗、海保知里、高畑百合子、小川知子、岡村仁美、水野真裕美、豊田綾乃、新井麻希、山田愛里、長峰由紀ほか

### 気象予報士
元井美貴、加藤祐子ほか

## 放送時間
- 月～金曜　19:30～20:30
- 月～金曜　20:30～21:30（再放送）
  - 2008年4月29日（昭和の日）より最終回まで祝日も19:30～20:30まで放送されるようになった。
  - プロ野球中継（トップ＆リレー中継は除く）があるときは休止となる（雨天中止時は通常通り放送するが、当初から番組を休止する場合もある）。
  - 再放送はプロ野球中継（トップ＆リレー中継も含む）があるときは休止となる（雨天中止時は通常通り放送するが、当初から番組を休止する場合もある）。
  - 2008年から横浜ベイスターズ主催ゲーム全試合を中継するようになり、春・夏期は休止することが多かった。2009年3月で番組が終了した一件も、このような事情が関与している。